# Palazzo Spinola (La Valletta)
Palazzo Spinola (in maltese Palazz ta' Spinola), noto anche come Spinola House, è un palazzo che si trova a La Valletta, sull'isola di Malta.

## Storia
Il palazzo in origine apparteneva a Fra Giovanni de Villaroel, il balì di Noveville. Nel 1660 il palazzo venne ceduto a Fra Paolo Raffaele Spinola, il balì di Lombardia che in seguito costruì un altro Palazzo Spinola a San Giuliano, rimanendo di proprietà della famiglia Spinola fino al 1780.
Nel XVIII secolo l'architetto Romano Carapecchia diede al palazzo un aspetto barocco, da un'austera facciata e nel 1720, l'artista italiano Niccolò Nasoni ne affrescò il soffitto. 
Nel 1922 il palazzo venne diviso in tre parti e l'ala che si affaccia su St. Christopher Street è stata in seguito demolita per far posto a degli appartamenti, mentre le altre due ali sono state adibite ad abitazioni private o uffici. Negli anni '70 la Lombard Bank ha acquisito l'ala che si affaccia su Republic Street e l'ha trasformata nella propria sede centrale, per poi acquistare anche l'ala che si affaccia su St. Frederick Street negli anni 2000 ed iniziarne il restauro.